# Baiazet I
Baiazet I (1354 – 1403) va ser soldà de l'Imperi Otomà entre 1389 i 1402.

## Joventut
Fill de Murat I i de Gulčiček Khatun, el seu primer càrrec rellevant fou governador de Kutahya, el 1381, arrabassada als germiyànides (Germiyan-oghlu), i donava en dot a la seva dona, Sultan Khatun. Es va destacar com a soldat impetuós, d'on el seu malnom (el llampec), especialment a la batalla d'Efrenkyazisi contra els karamànides, el 1386. Encara que se li atribueix el govern d'Amasya, la realitat és que no el va exercir, ja que aquesta ciutat no era encara otomana; els otomans únicament van dominar el territori a l'oest de la ciutat quan van donar suport al príncep Suleyman dels djandàrides (Djandar-oghlu) de Kastamonu contra el seu pare (1384-1388) i contra l'amir d'Amasya. Aquest darrer va acceptar el protectorat otomà davant l'amenaça del cadi Burhan al-Din.

## Pujada al tron i revolta a Anatòlia
Va ascendir al tron després que el seu pare morís combatent els serbis a la primera Batalla de Kosovo el 15 de juny de 1389. Baiazet fou reconegut al mateix camp de batalla; el seu únic germà fou immediatament executat per evitar una possible guerra civil (altres dos germans, Savdji i Ibrahim, ja havien mort). El príncep serbi Llàtzer fou executat al lloc de la batalla.
Immediatament es va dirigir a Brusa, la capital aleshores, ja que els prínceps vassalls d'Anatòlia s'havien revoltat encapçalats per Ala al-Din Ali dels Karamànides. Els rebels havien ocupat Beyshehri i avançaven cap a Eskişehir. Yakub II de Germiyan va recuperar els seus dominis i el cadi Burhan al-Din es va apoderar de Kirshehri. Baiazet va fer un acord amb els serbis (la princesa Maria, vídua de Llàtzer) als que va concedir la pau a canvi de la mà d'Olivera Despina, la filla de Llàtzer o Lazar de Sèrbia, amb drets dinàstics sobre Sèrbia per la descendència comuna, i de l'aportació de tropes auxiliars que van anar amb Baiazet sota el comandament d'Esteve Lazarevitx. Tot i la constant amenaça dels hongaresos al nord, els serbis d'Esteve van romandre vassalls lleials del sultà, però a l'alta Sèrbia (Skopje, Pristina i altres llocs) Vuk Brakovitx va seguir resistint als otomans que intentaven ocupar ciutat dels país sota la direcció del Pashayigit que finalment va ocupar Skopje (en turc Uskub) el 1391, la qual va esdevenir una important base otomana.
La revolta a Anatòlia fou combatuda a partir de l'hivern del 1389 al 1390. Alaşehir fou ocupada i els emirats turcs de Aydın, Sarukhan, Mendeixia, Hamid i Germiyan van ser annexionats. En aquestes lluites tenia al seu costat a Suleyman emir djandàrida de Kastamonu i al príncep romà d'Orient Manuel II Paleòleg, fill de l'emperador Joan V Paleòleg. El maig de 1390 estava a Karahisar disposat a atacar l'emir de Karaman; va reconquerir Beyshehri i va assetjar Konya. En aquest any Suleyman va retornar a Kastamonu i una vegada allí es va aliar amb el cadi Burhan al-Din contra Baiazet I, per ajudar a Karaman; el sultà otomà va aixecar el setge de Konya, i va signar un tractat amb Karaman al que va cedir tota la regió a l'oest del riu Čarshanba.

## Relacions amb Constantinoble i els emirats de la mar Negra
A Constantinoble el suport otomà va permetre ocupar el tron a Joan de Selímbria que va donar un cop d'estat (4 d'abril) que va deposar Joan V, i es va coronar com Joan VII Paleòleg (14 d'abril de 1390). Manuel Paleòleg, fill de Joan V, en aquell moment era encara ostatge a la cort del soldà Baiazet I i tan bon punt va saber que el seu pare havia estat deposat es va escapar cap a Nicea i va arribar a Constantinoble abans que el seu germà Andrònic es pogués apoderar del tron, i va expulsar a Joan VII amb ajut dels venecians. Joan VII es va refugiar a la cort de Baiazet I (17 de setembre de 1390) que el va confirmar com a príncep de Selímbria i altres llocs. Manuel fou proclamat emperador com Manuel II Paleòleg i coronat, ja el 1391.
El 1391 Baiazet va iniciar la guerra contra Suleyman i Burhan al-Din, però els atacs d'aquest darrer van fer inútils els seus intents; l'abril del 1392 va començar els preparatius per un nou atac en el que havia de participar Manuel II Paleòleg, atacant Sinope per mar. L'expedició va acabar amb l'annexió de Kastamonu i la mort de Suleyman, quedant els djandàrides reduïts a Sinope. Llavors Baiazet va ocupar Osmandjik a Burhan al-Din però aquest va contraatacar a Čorumlu (Corum) i el va obligar a retirar-se. Burhan al-Din va arribar fins a Ankara i Sivir Hisar; va atacar l'emir d'Amasya el qual, davant l'amenaça, va entregar la ciutat als otomans (1392) on Baiazet va entrar el 1393. Les petites dinasties locals del Tadj al-Din oghullari al riu Čarshanba, els Tashan oghullari a la regió de Merzifon, i el senyor de Bafra, van reconèixer la sobirania otomana. Burhan al-Din es va retirar i durant la retirada va atacar diverses vegades els otomans.

## Campanyes a l'oest
Filadelfia era l'últim assentament independent cristià grec de l'oest de l'Àsia Menor i el 1378 Manuel II Paleòleg va prometre lliurar-la als turcs a canvi de l'ajuda del sultà otomà en una nova guerra civil romana però, els ciutadans de Filadelfia es van negar a rendir-se i en 1390 Baiazet I va convocar els líders de la guerra civil Manuel II Paleòleg i Joan VII Paleòleg ordenant que s'incorporessin a les forces assetjadores, fins que va ser presa la ciutat per part dels turcs.
Els generals (udj-beyis) de Baiazet van atacar les fronteres occidentals i el Pashayigit va conquerir Vuk; Evrenos Paixà va ocupar Kitros (Citros) i Vodena i va avançar per Tessàlia; i Firus Beg i Shahin van fer incursions per Valàquia i Albània respectivament. Però llavors Mircea el Gran de Valàquia va atacar en direcció a Silistra i es va enfrontar amb èxit als generals a Karinovast (Karnobat) mentre Baiazet era a Anatòlia. Al mateix temps el venecians avançaven a Morea i Albània, i mentre els hongaresos pretenien estendre la seva influència a Valàquia i Bulgària. Baiazet va decidir concentrar els seus esforços als Balcans i va ocupar la capital búlgara, Tirnovo (17 de juliol de 1393) on els otomans ja dominaven des del 1388, obligant el tsar Ivan Segimon a retirar-se a Nicòpolis i reconèixer la sobirania otomana. A l'hivern del 1393-1394 va convocar a tots els prínceps dels Balcans i a l'emperador Manuel II Paleòleg a Serres, i els va exigir lleialtat; la seva principal idea era obtenir la cessió del principat del Peloponès governat per Teodor Paleòleg, per fer front a l'amenaça veneciana, però Teodor i Manuel, sense alternativa, van quedar abocats a l'aliança amb la República de Venècia. El 21 d'abril de 1394 Baiazet va reconquerir Tessalònica i va ocupar tota la Tessàlia, el comtat de Salona i Neopàtria. Evrenos va entrar a Morea quan ja Teodor Palelòleg havia entregat Argos als venecians; un altre contingent otomà va entrar a Albània del sud i la va annexionar, mentre el general Shahin atacava les possessions venecianes de la costa.
Les relacions de Baiazet amb Manuel II Paleòleg s'havien deteriorat després que va assumir el poder a Constantinoble després d'un setge de 32 dies el 1390 ja que no va trobar Joan V per enlloc. Manuel havia continuant sent lleial al sultà fins a l'afer de Serres i Baiazet sense declarar la guerra, va moure les tropes en direcció a la capital romana d'Orient i la va bloquejar la primavera del 1394, assegurant que no es retiraria fins a haver conquerit la ciutat i matat a l'emperador. Manuel va implorar l'ajut occidental. El setge va durar set anys. Aquestos fets van aconsellar a venecians i hongaresos a concertar una aliança (1394). La invasió de Tamerlà a l'Anatòlia oriental (1394-1395), tot i efímera, va distreure un moment al sultà.
El 1395 Baiazet va envair el Regne d'Hongria ocupant els castells i fortaleses de Slankamen, Titel, Becskerel, Timisoara, Carashova, Caransebesh, i Mehedia. Va derrotar a Mircea a la batalla del riu Argeş (Valàquia, 17 de maig de 1395) i va posar al tron valac a Vlad. Després va creuar el Danubi cap a Nicòpolis i va capturar a Ivan Segimon al que va executar (3 de juny de 1395).
El 1396 Baiazet va tractar d'ocupar Constantinoble; però les negociacions de l'emperador romà d'Orient amb els europeus les negociacions havien tingut èxit i un poderós exèrcit d'hongaresos, alemanys i francesos amb gran nombre de nobles, sota el comandament del rei d'Hongria i futur emperador Segimon I del Sacre Imperi, es va presentar a la frontera otomana i es van dirigir llavors a Nicòpolis que van assetjar. El soldà va aixecar temporalment el setge per defensar els seus propis territoris, va marxar cap al lloc i els va infligir una greu derrota a la batalla de Nicòpolis el 25 de setembre de 1396. Llavors va ocupar Vidin a Ivan Stratsimir, el darrer príncep búlgar independent.
La batalla de Nicòpolis del 1396 va capgirar la situació altre cop: els europeus van tenir deu mil baixes i ja no podien defensar la capital romana d'Orient; Baiazet va tornar a Constantinoble i en lloc del bloqueig com abans la va assetjar estretament. Els romans d'Orient van resistir obstinadament. Llavors Manuel, que encara no tenia fills, va donar el govern de Constantinoble a Joan de Selímbria (Joan VII), aliat de Baiazet, i el va designar hereu. Per ell mateix es va reservar el Peloponès on es va traslladar vers el 1397 per a després des d'allí anar a demanar més ajut a Europa (10 de desembre de 1399). Mentre el 1397 Evrenos havia conquerit Argos i Atenes. El 1397 el soldà va anar també a Anatòlia per fer front a l'amenaça de Karaman que havia fet moviments durant la campanya de Nicòpolis l'any anterior. Va derrotar i matar a l'emir karamànida a la batalla d'Akçay i va annexionar el seu territori (capital Konya, tardor de 1397); el 1398 va annexionar el territori de Djanik i el de Burhan al-Din; violant la seva aliança amb els mamelucs contra Tamerlà, va ocupar Elbistan, Malatya, Behisni, Kahta i Divrigi (Tefrícia).

## Campanyes a l'est

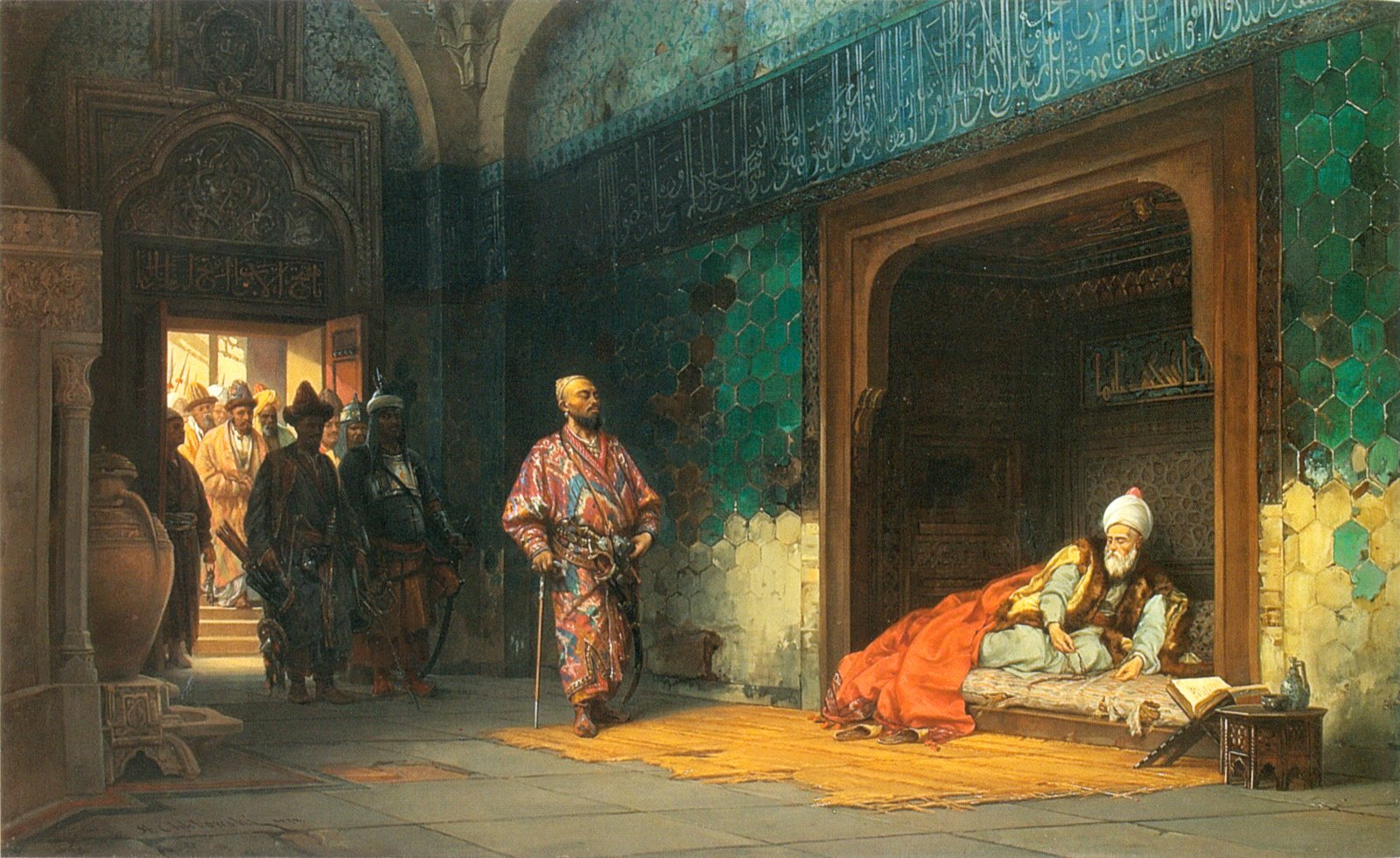
Stanisław Chlebowski, Baiazet presoner de Tamerlà, 1878

El 1399 el mariscal Boucicaut va atacar els turcs i va entrar a Constantinoble amb un petit exèrcit, però no va aconseguir fer aixecar el setge (estiu del 1399). A la tardor de l'any 1399 Tamerlà es va presentar a Anatòlia oriental aliat als diversos beilicats turcs annexionats a l'Imperi Otomà, que considerava ara els seus vassalls com a descendent de Genguis Kan (mentre Baiazet pretenia ser hereu dels seljúcides). Com a contrapartida al suport de Tamerlà als beilicats turcmans deposats, Baiazet va donar ajut a Kara Yusuf dels kara koyunlu i a Ahmad dels dajalayàrides. L'agost de 1400 Tamerlà va ocupar Sivas i la va saquejar. En revenja Baiazet va fer presoner a l'emir d'Erzindjan, Mutahharten, protegit de Tamerlà (1401).
Un acord amb Baiazet signat per Joan VII, va permetre l'aixecament finalment del setge de la capital romana d'Orient el 1401: reconeixement de Baiazet I com a sobirà suprem, establiment d'una colònia turca a Kiniki al costat de Constantinoble i de tres mesquites on els musulmans gaudien de llibertat de culte a las que Joan encara va haver de permetre l'establiment d'una quarta i fins i tot els otomans van obtenir el privilegi d'establir una cort de justícia (mehkeme) amb un cadi, pels seus nacionals; l'Imperi a més va afegir deu mil ducats a l'any al tribut que ja pagava. Baiazet va abandonar la seva conquesta per anar a combatre els turcs tamerlànides a l'est
Els exèrcits otomà i tamerlànida es van enfrontar decisivament a la batalla de Cubukovasi, al costat d'Ankara el 28 de juliol de 1402. Tamerlà va obtenir la victòria i Baiazet fou fet presoner juntament amb el seu fill Musa, i va morir en captivitat a Akshehir el 8 de març de 1403. Els fills de Baiazet es van repartir els antics dominis patrimonials i lluitaven entre ells, mentre els antics principats conquerits pels otomans recuperaven la seva independència.

## Núpcies i descendents
Es va casar set vegades:
- Angelina, dama grega (1372)
- Dama grega filla de Constantí (1372)
- Dawlat Shah, filla de Sulayman II de Germiyan (1378)
- Maria, dama hongaresa filla de Janos
- Hafisa Khanum, filla de Fakhr al-Din Isa bey, emir d'Aydın.
- Princesa del beilicat dels karamànides
- Sultan Khanum, filla de Suleyman Suli Bey, emir de Dhu l-Kadr
- Olivera de Sèrbia, filla de Llatzer (Lazar) Hrebljanović Knez (1390)
- Dawlat Khanum (morta el gener de 1414 a Bursa).

Tingué diversos fills:
- Ertughrul (1376-Sivas 1395), governador de Sivas i Sarukhan (1390). Mort lluitant a Sivas contra Tamerlà.
- Isa (1378-1405), governador d'Anatòlia (1390) i Balikizir (1402), sultà a Brusa (1403) vassall de Tamerlà, deposat el 1404 i assassinat el 1405 pel seu germà Suleyman I a Kutahya
- Mustafa (1380-Ankara 28 de juliol de 1402), casat amb una filla de l'emir djalayàrida Ahmad
- Buyuk Musa
- Yusuf
- Hasan
- Suleyman
- Musa
- Omar
- Irhondu (filla)
- Filla de nom desconegut, casada amb Damad Abu Makar Mirza, fill de Miran Shah (fill de Tamerlà).
- Malika (filla)
- Oruz
- Muhammad I (Mehmet o Mohammed), vencedor en la successió, vegeu Mehmet I.
- Fàtima (filla), ostatge a Constantinoble junt amb el seu germà Kasim i dos nebots, enviada pel seu germà Suleyman I
- Hundi (filla)
- Kasim (1397-1417) ostatge a Constantinoble junt amb la seva germà Fàtima i dos nebots, enviat pel seu germà Suleyman I. Va deixar un fill de nom Orkhan (1412-decapitat a Constantinoble el 29 de maig de 1453) que, conquerida la ciutat pels otomans, es va voler escapar vestit de monjo, però fou reconegut, capturat i decapitat. Tenia quatre fills (Ali, Djahan, Wali i Bugha).

## Judici general
Segons alguns autor contemporanis, Baiazet va rebre un tracte humiliant durant el seu empresonament: les històries parlen de què passà el captiveri encadenat dins d'una gàbia com un trofeu de caça, que Tamerlà el feia servir de banc per seure-hi, o que feia que la seva dona ballés despullada davant tota la cort. Però en canvi les font de la cort de Tamerlà parlen de què el presoner rebia un bon tracte i que fins i tot hi havia bona relació entre els dos governants. Un any més tard Baiazet va morir per causes desconegudes, tot i que els rumors parlaven de suïcidi amb verí que portava amagat a l'anell, o dels cops de cap que ell mateix va donar a la seva gàbia de ferro.

## Mort
Baiazet I va morir presoner de Tamerlà el 18 de març de 1403.
El mes de febrer, a Ulu Burlu, quan Tamerla ja abandopnava Anatòlia, va saber que Baiazet I estava malalt i va ordenar als seus metges de tractar-lo com si fos ell. Pocs dies després igualment va saber que el seu net favorit i hereu al tron, Muhammad Sultan, també estava malalt i va enviar un metge al campament del príncep
Després Timur va decidir seguir cap a Ak Shehir. L'exèrcit es va trobar amb les forces i el campament de l'exèrcit de l'ala esquerra de Xah Rukh que va organitzar una festa per l'emperador. També va arribar a la cort l'emir Muhammad II de Karaman amb regals per Timur (que l'havia alliberat de la presó on el tenia Baiazet I i li havia restituït Konya i el seu antic principat i encara hi havia afegit alguns territoris); Muhammad va marxar a Konya al cap de poc.
A Ak Shehir va morir Baiazet I (18 de març de 1403) que s'havia posat malalt a Ulu-Burlu i havia estat tractat pels propis metges de Timur que no l'havien pogut salvar; havia estat portat fins Ak Sehir amb tota mena de miraments al seu estat i amb les comoditats possibles. Podria haver mort d'asma complicat amb una inflamació de les amígdales i la membrana mucosa, però alguns historiadors contemporanis pensaven que s'havia suïcidat enverinant-se, cosa força possible.
Timur es va mostrar enutjat per la mort; el cos fou depositat al mausoleu de Shaikh Mehmet Hairan a Ak-Shehir fins a poder ser traslladat a la mesquita de Baiazet a Brusa i va vestir al príncep Musa Celebi amb robes reials.